# Lee Han-saem
Đây là một tên người Triều Tiên, họ là Jeon.
Lee Han-Saem (tiếng Hàn: 이한샘; sinh ngày 18 tháng 10 năm 1989) là một cầu thủ bóng đá Hàn Quốc thi đấu ở vị trí trung vệ cho Asan Mugunghwa FC ở K League 2.